# Tom Lemke
Thomas „Tom“ Lemke (* 10. Februar 1960 in Hof; † 8. April 2017 in Berlin) war ein deutscher Fotograf.

## Leben
Erste professionelle Erfahrungen sammelte Lemke unter anderem als Fotoassistent des Münchner Fotografen Blacky Grill. Zwischen 1980 und 1989 arbeitete Lemke als freischaffender Fotograf in Hamburg, darunter für den stern, die Süddeutsche Zeitung und Die Zeit. 1989 arbeitete er mit dem Fotografen Jeanloup Sieff zusammen. Bis 1991 war Lemke als Kreativdirektor des zero-Kunstverlages tätig. Von 1990 bis 1995 studierte er an der Kunstakademie Düsseldorf bei Markus Lüpertz, dessen Meisterschüler er 1995 und persönlicher Assistent ab 1996 war. Nach dem Studium erhielt Lemke Fotoaufträge für Marken wie Nivea und Hugo Boss. 2001 bereiste er die Vereinigten Staaten von Amerika, wo seine Wasser-Serie entstand. 2002 bereiste er China mit dem Künstler Jörg Immendorff, wo er seine abstrakte Shanghai-Serie entwickelte. Später experimentierte er in Berlin mit der Fotografie von Rauch.
Aus seiner einjährigen Beziehung mit der Düsseldorfer Schauspielerin Claudelle Deckert ging 1997 eine Tochter hervor. Im April 2017 verstarb Tom Lemke nach langer Krankheit im Alter von 57 Jahren in Berlin.

## Werk
Tom Lemke war besonders bekannt für seine Fotografien von Prominenten, die er mit stets schwarzem Hintergrund, dunkler Kleidung und ernstem Blick porträtierte. Unter den so Gezeigten befanden sich der Dalai Lama, Quentin Tarantino, Udo Lindenberg, Michael Michalsky, Helen Schneider, Udo Jürgens, Helge Schneider, Sven Marquardt, Charles Schumann, Tim Raue, Alec Völkel, Sophia Thomalla, Andreas Meurer, Andreas Gursky, Jörg Immendorf, Markus Lüpertz und andere.
Ausstellungen (Auswahl)
- Hofland & Aschenbach Galleries, Amsterdam 2002
- Airport Art Gallery, Frankfurt 2002
- Deutsche Bank Pavillon, Art Cologne, Köln 2003
- Stip Gallery, Amsterdam 2004
- Galerie Christine Hölz, Düsseldorf 2005
- Kunstraum Knokke, 2006
- Ernst & Young, Art Forum, Düsseldorf 2006
- Young German Art Gallery, Düsseldorf 2006
- Achenbach Art Consulting, Düsseldorf 2006
- Vonderbank Art Galleries, Hamburg 2006
- Galerie Christine Hölz, Düsseldorf 2007
- Landdrostei, Pinneberg 2007
- Warehouse, Glasgow 2007
- Host Gallery, London 2007
- Young German Art Gallery, Knokke 2008
- Vonderbank Art Gallery, Berlin 2008
- Peppermint Art Gallery, Hannover 2008[2]
- „Tom Lemke – Pure Photography“, Vonderbank Art Galleries, Düsseldorf 2008[10]
- Udo-Walz-Galerie fasanen37, Berlin 2011[11]
- „Tom Lemke – The Photographs“, Hotel de Rome, Berlin-Mitte Februar 2012, danach Moskau und New York[12]
- „Smoke at the Water“, arrangiert von Jenny Falckenberg in der Richard Meier Villa, Hamburg, Oktober/November 2012[13]
- „Elementar“, Galerie Naimah Schütter, Berlin 2014[14]
- Galerie Schaefer & Noormann, Berlin 2014[15]
- Berliner Festspiele, Sammelausstellung im Martin-Gropius-Bau, Berlin 2016[16]

Arbeiten Lemkes sind vertreten in der Fusion Gallery des Vereins für Fotografie und Medienkunst, Düsseldorf. In den Räumen der Berliner Stiftung Living Bauhaus sind seit 2014 einige Bilder Lemkes Teil einer ständigen öffentlichen Ausstellung. Das Krefelder SuMu – Museum für zeitgenössischen Surrealismus zeigte Werke des Künstlers.